# Now You're Gone
"Now You're Gone" é uma canção do cantor e DJ sueco de eurodance Basshunter, que foi lançado no final de 2007 como single e que, posteriormente, foi destinado ao seu álbum Now You're Gone - The Album. A canção contém as características de "Boten Anna", o maior hit europeu de Basshunter em 2006, mas suas letras, interpretadas em inglês, são completamente diferentes.
Em 2019, durante o concerto Jingle Bell Ball, Tom Walker executou uma versão natalina de "Now You're Gone". Em 2020, a música foi listada no número 39 no Top 50 dos melhores sucessos de clube de rua de todos os tempos, segundo à revista Vice.
A música foi regravada por Crazy Frog como "Everyone", em seu terceiro álbum de estúdio.

## Diferenças entre "Boten Anna"
O tema dessa música é bastante diferente de "Boten Anna", pois "Boten Anna" é sobre um bot IRC (programa de computação), enquanto "Now You're Gone" é sobre um jovem casal se separando. O videoclipe amplia esse tema, embora sugira um reencontro do casal, que não é referenciado na própria música. O ritmo da música também foi aumentado em comparação com "Boten Anna".

## Videoclipe
Um videoclipe para a canção foi gravado em 2008 na cidade de Oslo, e nele é retratado um jovem e uma mulher terminando seu relacionamento, retratando o casal se separando por mensagens de texto SMS. A modelo iraniana Aylar Lie interpreta a protagonista feminina no videoclipe da música. Lucas Thorheim é o ator masculino. As outras duas garotas que estão com Aylar Lie são Silje Lian (que está no top rosa antes de se trocar) e Marielle Mathiassen. No final do vídeo, o casal se beija, mas a letra não acompanha esse acontecimento.
Até o momento, o vídeo teve grande sucesso no YouTube, onde alcançou mais de 200 milhões de visualizações nos canais de vídeo Hard2Beat e Ultra Music.

## Lista de Faixas

#### CD single
1. "Now You're Gone" (Radio Edit) - 2:34
2. "Now You Gone" (DJ Alex Extended Mix) - 5:42

#### CD maxi single
1. "Now You're Gone" (Radio Edit) - 2:34
2. "Now You're Gone" (edição de vídeo) - 2:39
3. "Now You Gone" (DJ Alex Extended Mix) - 5:42
4. "Now You Gone" (Sound Selektaz Remix) - 5:35
5. "Now You're Gone" ( Fonzerelli Remix) - 6:27
6. "Now You're Gone" (vídeo)